# Torneio Internacional de Águas de São Pedro
O  Torneio Internacional de Águas de São Pedro foi realizado de 2 a 26 de julho de 1941, em Águas de São Pedro e São Paulo. O evento, o primeiro torneio internacional de xadrez do Brasil, foi organizada pelo São Paulo, Clube de Xadrez e patrocinado por Antonio e Octavio Moura Andrade, sendo o último fundador de Águas de São Pedro e proprietário do Grande Hotel.
Mestres europeus e sul-americanos foram convidados. Os representantes do Brasil foram selecionados pela Confederação Brasileira de Xadrez e o Clube de Xadrez de São Paulo.
O torneio iria começar no dia 30 de junho, mas o início da competição foi alterado para o dia 2 de julho. A maioria dos jogos teve lugar no Grande Hotel de Águas de São Pedro, mas os últimos quatro ocorreram em São Paulo. Desses quatro, dois ocorreram no hall de entrada do Teatro Municipal, e dois na sede do Clube de Xadrez de São Paulo, no segundo andar do Edifício Martinelli.

## Resultados
A competição foi vencida por Erich Eliskases e Carlos Guimard, empatados na primeira posição, com 14 pontos cada. Em segundo lugar, Paulino Frydman e Ludwig Engels empatados, ambos com 12½ pontos. Em terceiro lugar, Markas Luckis com 11½ pontos. O jogador João de Souza Mendes Júnior foi inscrito no torneio, mas foi impossibilitado de comparecer devido a compromissos de trabalho, e, portanto, desclassificado.
|    | Player                              | 1 | 2 | 3 | 4 | 5 | 6 | 7 | 8 | 9 | 10 | 11 | 12 | 13 | 14 | 15 | 16 | 17 | 18 | Total |
| -- | ----------------------------------- | - | - | - | - | - | - | - | - | - | -- | -- | -- | -- | -- | -- | -- | -- | -- | ----- |
| 1  | Erich Eliskases (GER)               | * | 1 | 1 | 1 | 1 | ½ | ½ | ½ | ½ | 1  | 1  | 1  | 1  | 1  | 1  | 1  | 1  | *  | 14    |
| 2  | Carlos Guimard (ARG)                | 0 | * | 1 | ½ | 1 | 1 | 1 | 1 | 1 | 1  | 1  | 1  | 1  | ½  | 1  | 1  | 1  | *  | 14    |
| 3  | Paulino Frydman (POL)               | 0 | 0 | * | ½ | ½ | 1 | 1 | 1 | 1 | ½  | 1  | 1  | 1  | 1  | 1  | 1  | 1  | *  | 12½   |
| 4  | Ludwig Engels (GER)                 | 0 | ½ | ½ | * | 1 | ½ | ½ | 1 | 1 | 1  | 1  | 1  | 1  | 1  | ½  | 1  | 1  | *  | 12½   |
| 5  | Markas Luckis (LTU)                 | 0 | 0 | ½ | 0 | * | 1 | 1 | ½ | 1 | 1  | 1  | 1  | ½  | 1  | 1  | 1  | 1  | *  | 11½   |
| 6  | Mariano Castillo (CHL)              | ½ | 0 | 0 | ½ | 0 | * | 0 | 1 | 1 | ½  | 1  | 1  | 1  | 1  | 1  | ½  | 1  | *  | 10    |
| 7  | Aristide Gromer (FRA)               | ½ | 0 | 0 | ½ | 0 | 1 | * | ½ | 0 | ½  | ½  | 1  | 1  | 1  | 1  | 1  | 1  | *  | 9½    |
| 8  | Julio Bolbochán (ARG)               | ½ | 0 | 0 | 0 | ½ | 0 | ½ | * | 1 | ½  | 0  | 1  | 1  | 1  | 1  | ½  | 1  | *  | 8½    |
| 9  | Boris Schnaiderman (BRA)            | ½ | 0 | 0 | 0 | 0 | 0 | 1 | 0 | * | ½  | 1  | ½  | ½  | 1  | 1  | 1  | 1  | *  | 8     |
| 10 | Julio Balparda (URY)                | 0 | 0 | ½ | 0 | 0 | ½ | ½ | ½ | ½ | *  | 0  | ½  | 1  | 0  | 1  | 1  | 1  | *  | 7     |
| 11 | Julio Salas Romo (CHL)              | 0 | 0 | 0 | 0 | 0 | 0 | ½ | 1 | 0 | 1  | *  | 0  | 0  | 1  | 1  | 1  | 0  | *  | 5½    |
| 12 | Joaquim G. Caetano Neto (BRA)       | 0 | 0 | 0 | 0 | 0 | 0 | 0 | 0 | ½ | ½  | 1  | *  | 0  | 1  | ½  | ½  | 1  | *  | 5     |
| 13 | José Thiago Mangini (BRA)           | 0 | 0 | 0 | 0 | ½ | 0 | 0 | 0 | ½ | 0  | 1  | 1  | *  | 1  | 0  | 0  | 1  | *  | 5     |
| 14 | Arrigo Prosdocimi (BRA)             | 0 | ½ | 0 | 0 | 0 | 0 | 0 | 0 | 0 | 1  | 0  | 0  | 0  | *  | ½  | 1  | 1  | *  | 4     |
| 15 | Flávio de Carvalho Júnior (BRA)     | 0 | 0 | 0 | ½ | 0 | 0 | 0 | 0 | 0 | 0  | 0  | ½  | 1  | ½  | *  | ½  | 1  | *  | 4     |
| 16 | Álvaro José de Oliveira Penna (BRA) | 0 | 0 | 0 | 0 | 0 | ½ | 0 | ½ | 0 | 0  | 0  | ½  | 1  | 0  | ½  | *  | 1  | *  | 4     |
| 17 | Juan B. Sanchez Palacios (PAR)      | 0 | 0 | 0 | 0 | 0 | 0 | 0 | 0 | 0 | 0  | 1  | 0  | 0  | 0  | 0  | 0  | *  | *  | 1     |
| 18 | João de Souza Mendes Júnior (BRA)   | * | * | * | * | * | * | * | * | * | *  | *  | *  | *  | *  | *  | *  | *  | *  | 0     |